# 17988 Джоансе
17988 Джоансе (17988 Joannehsieh) — астероїд головного поясу, відкритий 10 травня 1999 року.
Тіссеранів параметр щодо Юпітера — 3,528.